# Kopais

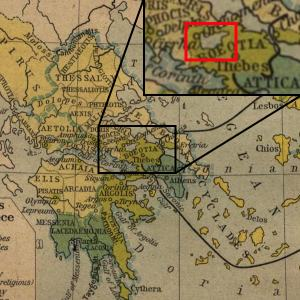
Lokalizacja jeziora Kopais w starożytności

Kopais (gr. Κωπαΐς) – nieistniejące obecnie jezioro w Beocji, na wschód od Orchomenos. Tereny, na których się znajdowało, nadal nazywane są Kopaidą (gr.Κωπαϊδα).
Wpadała do niego rzeka Kefisos. W starożytności występowały w nim słynne węgorze. Porośnięte było trzcinami, z których wyrabiano aulosy. W V/IV w. p.n.e. nadmiar wody był odprowadzany naturalnymi kanałami zwanymi katabotra. Jeśli lato było deszczowe, jezioro zalewało okolicę, a jesienią ta stawała się malarycznym bagnem.
Jezioro zostało osuszone w 1957 roku, w celu budowy drogi po jego dawnym dnie.